# La sombra del caudillo (película de 1960)
La sombra del caudillo es una película mexicana que fue dirigida por Julio Bracho, basada en la novela homónima del escritor Martín Luis Guzmán. Fue filmada en 1960, se exhibió y fue premiada en el Festival Internacional de Cine de Karlovy Vary pero su estreno comercial fue censurado durante treinta años.
La película narra de forma crítica la historia de la sucesión presidencial que ocurrió durante los primeros años posteriores a la Revolución mexicana.  Aunque los nombres de los personajes de la vida real fueron cambiados, su identificación en la película es evidente. 

## Novela
Martín Luis Guzmán escribió la novela en 1929. Es una fuerte crítica al caudillismo protagonizado por Álvaro Obregón y Plutarco Elías Calles. El libro fue publicado en Madrid pero fue censurado en México durante algún tiempo. Veinticinco años antes de filmar la película, Julio Bracho mostró interés en llevar a las pantallas la novela de Martín Luis Guzmán y comenzó a trabajar en el proyecto, en 1936, adquirió los derechos para la filmación. Con la ayuda de Jesús Cárdenas, Bracho realizó la adaptación del guion cinematográfico. Tanto Guzmán como Bracho aparecen en la película como ellos mismos en una sección explicativa de la trama.

## Filmación, censura y estreno
En 1959, Bracho declaró que creía que los gobernantes, emergidos de una facción de la Revolución mexicana, habían llegado a una madurez suficiente como para aceptar una autocrítica del régimen. Presentó el guion a la Secretaría de Gobernación y este fue autorizado. Del 4 de febrero al 18 de marzo de 1960 la película fue rodada en la Ciudad de México y Toluca. Para el rodaje se contó con la aprobación y apoyo del presidente Adolfo López Mateos y se facilitó la filmación en el interior de la Cámara de Diputados y en el interior del Castillo de Chapultepec.
El 17 de junio de 1960 se exhibió de manera privada en el cine Versalles y pocos días después fue presentada en el Festival Internacional de Cine de Karlovy Vary con la autorización del secretario de Gobernación, Gustavo Díaz Ordaz. A pesar de haber sido aclamada en el festival y de promoverse como la “mejor película mexicana de todos los tiempos”, se impidió su estreno comercial en México bajo un argumento emitido por la Secretaría de la Defensa Nacional que manifestaba que "la película denigraba a México y sus instituciones" y que “ofrecía una visión falsa de la historia y del Ejército mexicano”, su estreno comercial se logró hasta 1990. Fue el secretario de la Defensa, general Agustín Olachea, quien ejerció la presión suficiente al director general de Cinematografía, Jorge Ferretis, para impedir el estreno y dar marcha atrás a la autorización previa que se tenía dada. Una fuerte polémica fue protagonizada por Bracho y Olachea durante todo el año siguiente mediante una guerra de declaraciones en los periódicos de México. La Secretaría de la Defensa aclaró que la opinión de Olachea debía ser considerada como la opinión de un ciudadano y no como la postura oficial de la institución, se pidió calma a los periodistas y el secretario de Gobernación, Gustavo Díaz Ordaz, prometió a Bracho que se haría efectiva la autorización para exhibir la película. Pero esto no sucedió así, Bracho insistió durante los sexenios presidenciales de Díaz Ordaz y de Luis Echeverría Álvarez sin lograr ver su objetivo realizado, murió en 1978.
Solamente existían seis copias de la película. La primera fue regalada al presidente Adolfo López Mateos quien la entregó a la Universidad Nacional Autónoma de México; la segunda —después de haber sido proyectada en el festival— se quedó en Checoslovaquia, motivo por el cual, se pudo exhibir en Polonia, Bulgaria, la Unión Soviética, Rumania y China. Las otras cuatro copias quedaron bajo resguardo de la Secretaría de Gobernación. Durante el sexenio de José López Portillo se hizo un homenaje póstumo a Julio Bracho en Durango, se planeó exhibir la película pero nuevamente no se autorizó la proyección. A finales de la década de 1970 y durante la década de 1980, con la comercialización de las videocintas, comenzaron a circular en México varias copias clandestinas de la película, pero fue hasta el 25 de octubre de 1990, durante el sexenio de Carlos Salinas de Gortari, cuando finalmente se autorizó el estreno comercial de la película, el cual se llevó a cabo en la sala Gabriel Figueroa.
En 2010, durante el marco de las celebraciones del centenario de la Revolución mexicana, la película fue exhibida por el Instituto Nacional de Bellas Artes en la serie “La novela de la revolución” del ciclo Cinema Palacio.

## Sinopsis
Hacia finales del año 1924 se encuentra por terminar el periodo presidencial de “el Caudillo” (identificado como Álvaro Obregón), quien favorece la candidatura de su ministro de gobernación, el general Hilario Jiménez (identificado como Plutarco Elías Calles). El ministro de Guerra, general Ignacio Aguirre (una mezcla de Adolfo de la Huerta y de Francisco R. Serrano), era aspirante a la presidencia, a pesar de sus seguidores lo apoyaban para lanzar su candidatura decide alinearse a los designos del caudillo.
Sin embargo, dos eventos hacen cambiar a Aguirre de opinión: el secuestro del  diputado Axkaná González (una especie de alter ego del escritor Martín Luis Guzmán), quien era su amigo, y una fuerte discusión con el general Jiménez. Una vez que ha lanzado su candidatura se entera de que será detenido bajo el pretexto de evitar una revuelta civil, escapa y pide ayuda al general Elizondo, a quien considera su partidario. Pero Aguirre es traicionado y asesinado en la carretera a México-Toluca.  Este asesinato corresponde en la vida real a la tragedia de Huitzilac, en donde murió Francisco R. Serrano. Fue la alusión a este acontecimiento histórico el motivo principal por el que se impidió el estreno durante treinta años.

## Datos técnicos
Aunque Ismael Rodríguez pretendía ser el productor de la película, la Sección de Técnicos y Manuales del Sindicato de Trabajadores de la Producción Cinematográfica de la República Mexicana (STPC de la RM) se interesó en el proyecto para financiar, con la ayuda del Banco Nacional Cinematográfica, la producción de la película, su objetivo era construir una clínica médica con las futuras ganancias del film. De esta forma fue designado Rogelio González Chávez como productor y representante del sindicato, José Rodríguez Granada fue el coordinador y Ricardo Beltri el jefe de producción.  La fotografía estuvo a cargo de Agustín Jiménez quien se auxilió del camarógrafo Felipe L. Mariscal y del alumbrador Gabriel Castro. La edición de la película la realizó Jorge Bustos con la ayuda de Joaquín Ceballos y la edición del sonido Raúl Portillo con el trabajo de Ernesto Caballero, Galdino Samperio y Ramón Moreno. 
En las escenografías colaboraron Jorge Fernández, Roberto Silva, Ramón Rodríguez Granada, Jesús Bracho y Salvador Lozano Mena. El vestuario de los actores fue confeccionado por Armando Valdés Peza, Bertha Mendoza López, Julio Chávez y Tostado, y Pedro Chávez. El maquillaje fue coordinado por Sara Mateos y la decoración de escenarios la hizo Ernesto Carrasco. El largometraje editado tiene una duración de 129 minutos.

## Reparto
Durante el período de casting, para el papel de “Ignacio Aguirre” se pensó en Arturo de Córdova; para el papel de “Axcaná González” se pensó en Sergio Bustamante, Carlos Fernández, Luis Beristáin, Ernesto Alonso, Carlos Nieto, Ignacio López Tarso y Claudio Brook; para el papel de “Hilario Jiménez” se pensó en Luis Aceves Castañeda y Pedro Armendáriz; para el papel de “la Mora” se pensó en Ana Luisa Peluffo, Yolanda Varela, Rita Macedo y Katy Jurado. Mediante la ayuda del Sindicato de Actores ninguno de los actores cobró honorarios. Finalmente, los roles principales fueron:
| - Tito Junco: Ignacio Aguirre - Tomás Perrín: Axkaná González - Carlos López Moctezuma: Emilio Olivier Fernández - Miguel Ángel Ferriz: Caudillo - Ignacio López Tarso: Hilario Jiménez - Bárbara Gil: Rosario - Jorge Arriaga: Coronel Saldívar | - Víctor Manuel Mendoza: General Elizondo - José Elías Moreno: Catarino Ibáñez - Kitty de Hoyos: “La Mora” - Antonio Aguilar: Jáuregui - Roberto Cañedo: Presidente de la Cámara de Diputados - Víctor Junco: General Domínguez, gobernador de Jalisco - Prudencia Griffel: Dueña de burdel | - Tito Novaro: Diputado - Agustín Isunza: Remigio Tarabana - Manuel Arvide: General Protasio Leyva - Carlos León: Rosas, asistente de Aguirre - Noé Murayama: Mayor Segura - Arturo Soto Rangel: Director de la Cooperativa - Narciso Busquets: Diputado agrario |

## Críticas
En 1960, tras haber visto la exhibición privada en el cine Versalles, el escritor José Revueltas opinó que era “la primera gran película realizada por el cine mexicano”. Martín Luis Guzmán escribió una reseña en la columna “Pequeñeces” de Cine Mundial reconociendo la labor de Bracho, en donde el actor Víctor Manuel Mendoza enfatizó que todos los que habían participado en la película habían sido mexicanos. Se criticaron algunos anacronismos que se escaparon a la ambientación de la película: unos arbotantes de alumbrado público y unos vehículos militares. Bracho admitió haber cometido estos pequeños errores, declarando que la finalidad de la película no era convertirse en una manifestación artística sino en un artículo periodístico, añadió que no le interesaba el cine artístico sino el cine-vida, el cine-emoción, el cine-razón, el cine-revolucionario.
Tras la presentación en Checoslovaquia la película fue criticada favorablemente por el historiador cinematográfico francés Georges Sadoul. A Bracho se le entregó un premio especial por la dirección y a Tito Junco un premio por su actuación. Cuando se impidió el estreno en México, el periodista José Alvarado criticó en la revista Siempre! la postura que habían tomado en la Secretaría de la Defensa. El escritor Carlos Pellicer dijo que si bien "era una película tremenda, se trataba de una obra de arte".
Este filme ocupa el lugar 32.° dentro de la lista de las cien mejores películas del cine mexicano, según la opinión de veinticinco críticos y especialistas del cine en México, publicada por la revista Somos en julio de 1994.